# Fábián Marozsán
Fábián Marozsán (maďarsky: Marozsán Fábián, * 8. října 1999 Budapešť) je maďarský profesionální tenista. Ve své dosavadní kariéře na okruhu ATP Tour nevyhrál žádný turnaj. Na challengerech ATP a okruhu ITF získal osm titulů ve dvouhře a šest ve čtyřhře.
Na žebříčku ATP byl ve dvouhře nejvýše klasifikován v květnu 2024 na 36. místě a ve čtyřhře v lednu 2023 na 444. místě. Trénují ho Mark Pataki a Miklos Palagyi.
V maďarském daviscupovém týmu debutoval v roce 2021 turínskou skupinou finálového turnaje proti Austrálii a Chorvatsku. V duelech prohrál obě čtyřhry a také dvouhru s Chorvatem Ninem Serdarušićem. Maďaří v obou případech odešli poraženi 1:2 na zápasy. Do září 2024 v soutěži nastoupil k sedmi mezistátním utkáním s bilancí 1–3 ve dvouhře a 3–4 ve čtyřhře.

## Tenisová kariéra
V rámci okruhu ITF debutoval v květnu 2017, když na turnaji v západomaďarském Zalaegerszegu, dotovaném 15 tisíci dolary, na úvod podlehl Srbovi Nikolovi Ćaćićovi z páté stovky žebříčku. První body do žebříčku ATP získal až při deváté účasti na profesionálním turnaji. Premiérovou trofej na challengeru vyhrál během srpna 2022 v Banja Luce, turnaji s rozpočtem 45 730 eur. Ve finále ztratil pouze tři gamy s bosenskou nasazenou trojkou Damirem Džumhurem z třetí světové stovky.

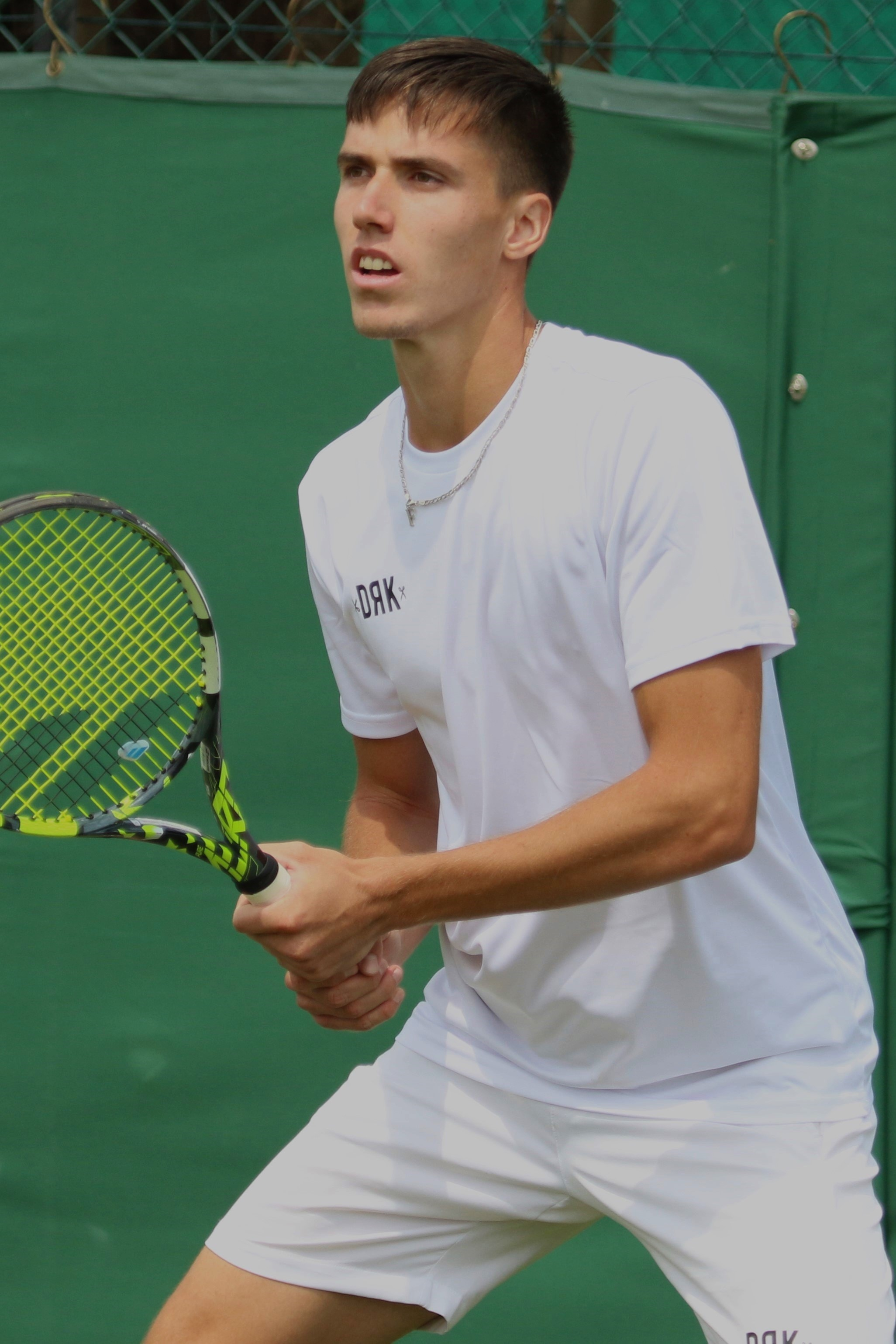
Příjem v kvalifikaci Wimbledonu 2023

Na okruhu ATP Tour debutoval ve 23 letech jako stý třicátý pátý hráč žebříčku antukovým Internazionali BNL d'Italia 2023 z kategorie Masters, kde postoupil z kvalifikace přes Brazilce Meligeniho Alvese. Do Říma přijel s výrazně aktivní bilancí zápasů v odehrané části sezóny 30–2, ale na nižších okruzích. Od ledna 2023 neuspěl ve čtyřech kvalifikacích túry ATP, na Australian Open, v Marseille, Estorilu a Banja Luce. V římské dvouhře prošel do osmifinále po výhrách nad šedesátým sedmým mužem pořadí Corentinem Moutetem, světovou devětatřicítkou Jiřím Lehečkou a druhým hráčem klasifikace Carlosem Alcarazem. Nastupující světová jednička Alcaraz tak prohrála s tenistou mimo světovou stovku poprvé od porážky s Gastonem na Paris Masters 2021.
Od sezóny 2015 se stal osmým tenistou postaveným mimo elitní stovku, který zdolal světovou jedničku či dvojku. Naposledy předtím takový hráč porazil druhého v pořadí na Libéma Open 2022, kde Medveděv nestačil na van Rijthovena. V římském osmifinále však podlehl světové patnáctce Bornovi Ćorićovi po třísetovém průběhu. Bodový zisk mu zajistil posun na nové žebříčkové maximum, na 115. místo.

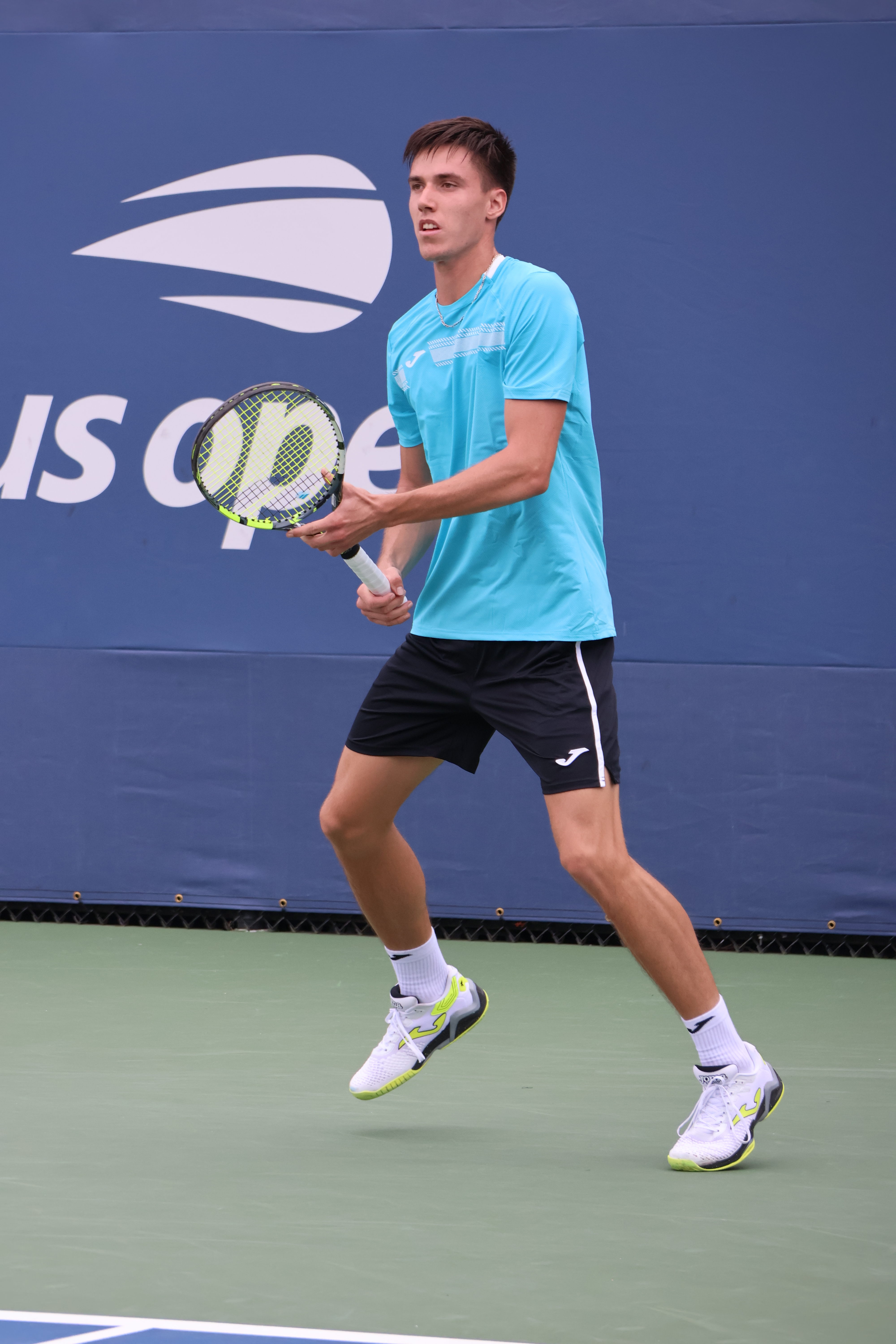
Na US Open 2023 dohrál ve druhém kole

V hlavní grandslamové soutěži debutoval ve Wimbledonu 2023 po odhlášení obhájce finálové účasti Kyrgiose pro zraněné zápěstí. Po prohře v pětisetové bitvě závěrečného kvalifikačního kola s Němcem Maximilianem Martererem, tak do wimbledonské dvouhry postoupil až jako šťastný poražený. Na úvod podlehl ve čtyřech setech Belgičanovi Davidu Goffinovi, figurujícímu na 123. příčce žebříčku, když šestkrát ztratil podání.
Premiérové čtvrtfinále Mastersu si zahrál na říjnovém Rolex Shanghai Masters 2023. Ve druhém kole přešel přes světovou jedenáctku Alexe de Minaura a v osmifinále pak přes devátého muže pořadí Caspera Ruuda. Mezi poslední osmičkou jej zastavil pozdější vítěz Hubert Hurkacz, přestože proti Polákovi získal úvodní sadu. Po skončení se poprvé posunul na 65. příčku žebříčku. Do čtvrtfinálové fáze postoupil i přes Bautistu Aguta na listopadovém Sofia Open 2023. V třísetové bitvě však podlehl turnajové trojce Janu-Lennardovi Struffovi. Premiérová účast ve třetím kole grandslamu, na Australian Open 2024, znamenala debut v první světové šedesátce. V Melbourne Parku porazil bývalého finalistu Marina Čiliće i světovou jednadvacítku Francisca Cerúndola, než jej vyřadil dvanáctý muž klasifikace Taylor Fritz. Postupem mezi poslední osmičku březnového Miami Open 2024 přes desátého muže klasifikace de Minaura zopakoval výhru ze Shanghai Masters 2023. Ve druhém kariérním čtvrtfinále Mastersu však nestačil na světovou pětku Alexandra Zvereva. Po skončení figuroval poprvé v první světové padesátce, na 38. místě.

## Tituly na challengerech ATP a okruhu ITF
| Legenda                |
| ---------------------- |
| Challengery (3 D; 0 Č) |
| ITF (5 D; 6 Č)         |

### Dvouhra (8 titulů)
| Č. | datum         | turnaj                          | povrch | poražený finalista | výsledek           |
| -- | ------------- | ------------------------------- | ------ | ------------------ | ------------------ |
| 1. | prosinec 2019 | Antalya, Turecko                | antuka | Ronald Slobodčikov | 7–5, 6–4           |
| 2. | březen 2021   | Bratislava, Slovensko           | tvrdý  | Jonathan Eysseric  | 6–2, 3–0skreč      |
| 3. | září 2021     | Žilina, Slovensko               | antuka | Bastián Malla      | 1–6, 6–3, 6–1      |
| 4. | září 2021     | Zlatibor, Slovensko             | antuka | Marko Tepavac      | 6–4, 2–1skreč      |
| 5. | březen 2022   | Loulé, Portugalsko              | tvrdý  | Lucas Miedler      | 6–7(6–8), 6–1, 6–3 |
| 1. | srpen 2022    | Banja Luka, Bosna a Hercegovina | antuka | Damir Džumhur      | 6–2, 6–1           |
| 2. | březen 2023   | Antalya, Turecko                | antuka | Sebastian Ofner    | 7–5, 6–0           |
| 3. | červen 2023   | Perugia, Itálie                 | antuka | Edoardo Lavagno    | 6–2, 6–3           |

### Čtyřhra (6 titulů)
| Č. | datum         | turnaj              | povrch | spoluhráč    | poražení finalisté                         | výsledek               |
| -- | ------------- | ------------------- | ------ | ------------ | ------------------------------------------ | ---------------------- |
| 1. | květen 2019   | Piešťany, Slovensko | antuka | Péter Nagy   | Raphael Baltensperger Matvej Chomentovskij | 7–6(7–2), 6–0          |
| 2. | červen 2019   | Gyula, Maďarsko     | antuka | Gábor Borsos | Alexandr Igošin Jevgenij Ťurněv            | 7–6(9–7), 2–6, [12–10] |
| 3. | říjen 2019    | Antalya, Turecko    | antuka | Máté Valkusz | Vladimir Koroljov Ronald Slobodchikov      | 7–5, 6–2               |
| 4. | listopad 2019 | Antalya, Turecko    | antuka | Péter Fajta  | Stefano Battaglino Riccardo Bonadio        | 7–6(7–5), 3–6, [14–12] |
| 5. | prosinec 2019 | Antalya, Turecko    | antuka | Máté Valkusz | David Jordà Sanchis Niklas Schell          | 6–3, 7–5               |
| 6. | duben 2021    | Antalya, Turecko    | antuka | Péter Fajta  | Emiliano Maggioli Oleksandr Ovčarenko      | 7–5, 7–6(7–3)          |